# Maja Włoszczowska
Maja Martyna Włoszczowska, född den 9 november 1983 i Warszawa, Polen, är en polsk tävlingscyklist som tog silver i mountainbike vid olympiska sommarspelen 2008 i Peking och vid olympiska sommarspelen 2016 i Rio de Janeiro.